# Japan Cup (ippica)
La Japan Cup (ジャパンカップ, Japan Kappu) è una corsa ippica che si tiene in Giappone, nell'ippodromo "Tokyo Racecourse", di Fuchu, a Tokyo.
La corsa si tiene su una distanza di 2.400 m ed è aperta a cavalli purosangue, con fantini da 55 a 57 kg di peso. È organizzata a partire dal 1981 dall'associazione "Japan Racing". Il premio per il vincitore è un borsino di 533 milioni di yen (pari a circa 4,6 milioni di dollari).
La Japan Cup è una corsa ad inviti. Nel corso di una storia relativamente breve, essa si è affermata come un vero e proprio concorso internazionale, con vincitori provenienti, oltre che dal Giappone, da Australia, Nuova Zelanda, Irlanda, Francia, Stati Uniti, Gran Bretagna, Germania e Italia.

## Vincitori
| Anno | Vincitore        | Età | Fantino            | Allenatore          | Proprietario                    | Tempo  |
| 1981 | Mairzy Doates    | 5   | Cash Asmussen      | John Fulton         | Arno Schefler                   | 2:25.3 |
| 1982 | Half Iced        | 3   | Don MacBeth        | Stanley M. Hough    | Bertram R. Firestone            | 2:27.1 |
| 1983 | Stanerra         | 5   | Brian Rouse        | Frank Dunne         | Frank Dunne                     | 2:27.6 |
| 1984 | Katsuragi Ace    | 4   | Katsuichi Nishiura | Kazumi Domon        | Ichizo Node                     | 2:26.3 |
| 1985 | Symboli Rudolf   | 4   | Yukio Okabe        | Yuji Nohira         | Symboli Bokujo                  | 2:28.8 |
| 1986 | Jupiter Island   | 7   | Pat Eddery         | Clive Brittain      | Marchese di Tavistock           | 2:25.0 |
| 1987 | Le Glorieux      | 3   | Alain Lequeux      | Robert Collet       | Sieglinde Wolf                  | 2:24.9 |
| 1988 | Pay The Butler   | 4   | Chris McCarron     | Robert J. Frankel   | Edmund A. Gann                  | 2:25.5 |
| 1989 | Horlicks         | 6   | Lance O'Sullivan   | Dave O'Sullivan     | Graham de Gruchy                | 2:22.2 |
| 1990 | Better Loosen Up | 5   | Michael Clarke     | David Hayes         | Gabe Farrah, et al              | 2:23.2 |
| 1991 | Golden Pheasant  | 5   | Gary Stevens       | Charles Whittingham | McNall / Gretzky                | 2:24.7 |
| 1992 | Tokai Teio       | 4   | Yukio Okabe        | Shoichi Matsumoto   | Masanori Uchimura               | 2:24.6 |
| 1993 | Legacy World     | 4   | Hiroshi Kawachi    | Hideyuki Mori       | Horse Tajima Co.                | 2:24.4 |
| 1994 | Marvelous Crown  | 4   | Katsumi Minai      | Makoto Osawa        | Sadao Sasahara                  | 2:23.6 |
| 1995 | Lando            | 5   | Michael Roberts    | Heinz Jentzsch      | Gestüt Haus Ittlingen           | 2:24.6 |
| 1996 | Singspiel        | 4   | Frankie Dettori    | Michael Stoute      | Sceicco Mohammed                | 2:23.8 |
| 1997 | Pilsudski        | 5   | Michael Kinane     | Michael Stoute      | Lord Weinstock                  | 2:25.8 |
| 1998 | El Condor Pasa   | 3   | Masayoshi Ebina    | Yoshitaka Ninomiya  | Takashi Watanabe                | 2:25.9 |
| 1999 | Special Week     | 4   | Yutaka Take        | Toshiaki Shirai     | Hiroyoshi Usuda                 | 2:25.5 |
| 2000 | T M Opera O      | 4   | Ryuji Wada         | Ichizo Iwamoto      | Masatsugu Takezono              | 2:26.1 |
| 2001 | Jungle Pocket    | 3   | Olivier Peslier    | Sakae Watanabe      | Yomoji Saito                    | 2:23.8 |
| 2002 | Falbrav[1]       | 4   | Frankie Dettori    | Luciano d'Auria     | Scuderia Rencati                | 2:12.2 |
| 2003 | Tap Dance City   | 6   | Tetsuzo Sato       | Shozo Sasaki        | Yushun Horse Syndicate          | 2:28.7 |
| 2004 | Zenno Rob Roy    | 4   | Olivier Peslier    | Kazuo Fujisawa      | Shinobu Oosako                  | 2:24.2 |
| 2005 | Alkaased         | 5   | Frankie Dettori    | Luca Cumani         | Michael Charlton                | 2:22.1 |
| 2006 | Deep Impact      | 4   | Yutaka Take        | Yasuo Ikee          | Kaneko Makoto Holdings Co. Ltd. | 2:25.1 |
| 2007 | Admire Moon      | 4   | Yasunari Iwata     | Hiroyoshi Matsuda   | Darley Japan Farm Co. Ltd.      | 2:24.7 |
| 2008 | Screen Hero      | 4   | Mirco Demuro       | Yuichi Shikato      | Teruya Yoshida                  | 2:25.5 |
| 2009 | Vodka            | 5   | Christophe Lemaire | Katsuhiko Sumii     | Yuzo Tanimizu                   | 2:22.4 |
| 2010 | Rose Kingdom     | 3   | Yutaka Take        | Kojiro Hashiguchi   | Sunday Racing                   | 2:25.2 |

[1] La corsa del 2002 ha avuto luogo al Nakayama Racecourse su una distanza di 2.200 metri.